# Mucini
Mucini su glikoproteini velike molekulske mase koju čine dugi polipeptidni lanac i mnogobrojni kratki oligosaharidni pobočni lanci.
Sastavni su dijelovi tjelesnih sluzi. Mnoge ugljikohidratne grupe mogu vezati vodu, čime se objašnjava njihova sluzavost.